# Dischistocalyx rivularis
Espèce
Statut de conservation UICN

 CR B1ab(iii)+2ab(iii); D : 
En danger critique
Dischistocalyx rivularis Bremek.  est une espèce de plantes à fleurs de la famille des Acanthaceae et du genre Dischistocalyx, selon la classification phylogénétique. 
Cette plante endémique du Cameroun, que l'on n'a observée que dans une seule localité (Lolodorf), est une espèce en danger critique d'extinction (CR).